# Frederick Stevens

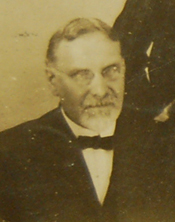
Frederick Stevens

Frederick Clement Stevens (* 1. Januar 1861 in Boston, Massachusetts; † 1. Juli 1923 in Saint Paul, Minnesota) war ein US-amerikanischer Politiker. Zwischen 1897 und 1915 vertrat er den Bundesstaat Minnesota im US-Repräsentantenhaus.

## Werdegang
Noch als Kind zog Frederick Stevens mit seinen Eltern nach Searsport in Maine. Er besuchte die öffentlichen Schulen in Rockland und studierte anschließend bis 1881 am Bowdoin College in Brunswick. Nach einem anschließenden Jurastudium an der University of Iowa und seiner im Jahr 1884 erfolgten Zulassung als Rechtsanwalt begann er in Saint Paul in seinem neuen Beruf zu arbeiten.
Neben seiner juristischen Tätigkeit schlug Stevens als Mitglied der Republikanischen Partei auch eine politische Laufbahn ein. Zwischen 1888 und 1891 war er Abgeordneter im Repräsentantenhaus von Minnesota. Bei den Kongresswahlen des Jahres 1896 wurde er im vierten Wahlbezirk von Minnesota in das US-Repräsentantenhaus in Washington, D.C. gewählt, wo er am 4. März 1897 die Nachfolge von Andrew Kiefer antrat. Nach acht Wiederwahlen konnte er bis zum 3. März 1915 neun zusammenhängende Legislaturperioden im Kongress absolvieren. In diese Zeit fiel der Spanisch-Amerikanische Krieg von 1898. Im Jahr 1913 wurden im Kongress der 16. und der 17. Verfassungszusatz verabschiedet. Dabei ging es um die bundesweite Einkommensteuer und die Direktwahl der US-Senatoren.
Bei den Wahlen des Jahres 1914 unterlag Stevens dem Demokraten Carl Van Dyke. In den folgenden Jahren bis zu seinem Tod im Jahr 1923 arbeitete er wieder als Anwalt. Politisch ist er nicht mehr in Erscheinung getreten.